# 5266 Rauch
5266 Rauch este un asteroid din centura principală de asteroizi.

## Descriere
5266 Rauch este un asteroid din centura principală de asteroizi. A fost descoperit pe 29 septembrie 1973 la Observatorul Palomar de Cornelis Johannes van Houten, Ingrid van Houten-Groeneveld și Tom Gehrels. Asteroidul prezintă o orbită caracterizată de o semiaxă mare de 2,72 ua, o excentricitate de 0,13 și o înclinație de 15,7° în raport cu ecliptica.